# Liste der Brücken in Wien/Ottakring
Diese Liste beinhaltet jene Wiener Brücken, die sich im 16. Bezirk Ottakring befinden. Weitere Brücken, die an den 16. Bezirk grenzen oder sich nur teilweise auf seinem Bezirksgebiet befinden, von der Brückeninformation Wien aber anderen Bezirken zugeordnet sind, befinden sich in den jeweiligen Listen der angrenzenden Bezirke.

## Brücken
| Objekt / Teilobjekt                       | Foto | Lage                         | Verwaltung / Objektnr. | System                                | Material                | Brückenklasse            | Länge (m) | Breite (m) | Baujahr | Anmerkungen |
| ----------------------------------------- | ---- | ---------------------------- | ---------------------- | ------------------------------------- | ----------------------- | ------------------------ | --------- | ---------- | ------- | ----------- |
| Brückentragwerk S1                        | 0 BW | U-Bahn-Linie U3 Standort     | Wiener Linien 300103   |                                       |                         |                          |           |            |         |             |
| Brückentragwerk S3                        | 0 BW | U-Bahn-Linie U3 Standort     | Wiener Linien 300105   |                                       |                         |                          |           |            |         |             |
| Brückentragwerk S4                        | 0 BW | U-Bahn-Linie U3 Standort     | Wiener Linien 300106   |                                       |                         |                          |           |            |         |             |
| Brückentragwerk S5                        | 0 BW | U-Bahn-Linie U3 Standort     | Wiener Linien 300107b  |                                       |                         |                          |           |            |         |             |
| Brückentragwerk S6                        | 0 BW | U-Bahn-Linie U3 Standort     | Wiener Linien 300108   |                                       |                         |                          |           |            |         |             |
| Brückentragwerk S7                        | 0 BW | U-Bahn-Linie U3 Standort     | Wiener Linien 300109   |                                       |                         |                          |           |            |         |             |
| Brückentragwerk über Hasnerstraße (S2)    | 0 BW | U-Bahn-Linie U3 Standort     | Wiener Linien 300104   |                                       |                         |                          |           |            |         |             |
| Brückentragwerk W1, Wendeanlage Ottakring | 0 BW | U-Bahn-Linie U3 Standort     | Wiener Linien 300100   |                                       |                         |                          |           |            |         |             |
| Brückentragwerk W2                        | 0 BW | U-Bahn-Linie U3 Standort     | Wiener Linien 300101   |                                       |                         |                          |           |            |         |             |
| Brückentragwerk W3                        | 0 BW | U-Bahn-Linie U3 Standort     | Wiener Linien 300102   |                                       |                         |                          |           |            |         |             |
| Seeböckstraßenbrücke                      | 0 BW | Seeböckgasse Standort        | Gemeinde B160500       | Balken/Plattentragwerk freiaufliegend | Stahlbeton              | Straßenbrücke Klasse I   | 19        | 20         | 1979    |             |
| Spetterbrücke                             | 1    | Flötzersteig Straße Standort | Bund B160100           | Balken/Plattentragwerk durchlaufend   | Spannbeton              | Straßenbrücke Klasse I   | 366       | 22         | 1964    |             |
| Tempelbrücke                              | 1    | Standort                     | Gemeinde B160900       | Gewölbe geschlossen                   | Stein                   | Fußgängerbrücke Klasse I | 3         | 3          | 1970    |             |
| Wilhelminenstraßenbrücke                  | 0 BW | Wilhelminenstraße Standort   | Gemeinde B160400       | Balken/Plattentragwerk freiaufliegend | Stahlbeton, Normalbeton | Straßenbrücke Klasse I   | 13        | 20         | 1979    |             |